# Lummesaari (ö i Södra Savolax)
Lummesaari är en ö i Finland. Den ligger i sjön Pihlajavesi och i kommunen Nyslott i  landskapet Södra Savolax, i den sydöstra delen av landet, 290 km nordost om huvudstaden Helsingfors. Öns area är 4,2 hektar och dess största längd är 340 meter i sydöst-nordvästlig riktning.